# 主族元素

標示元素分區的元素週期表，其中紅色（s區）及黃色區塊（p區）即為主族元素。

主族元素（英語：main-group elements）也稱典型元素（英語：representative elements），是指週期表中s區及p區的元素。週期表中除了過渡元素和內過渡元素（鑭系元素及錒系元素）之外的都是主族元素。
主族元素包括：
- 第1族元素（ⅠA族，氫和鹼金屬：鋰、鈉、鉀、銣、銫、鍅* ）
- 第2族元素（ⅡA族，鹼土金屬：鈹、鎂、鈣、鍶、鋇、鐳* ）
- 第13族元素（ⅢA族，硼族元素：硼、鋁、鎵、銦、鉈、鉨** ）
- 第14族元素（ⅣA族，碳族元素：碳、矽、鍺、錫、鉛、鈇**  ）
- 第15族元素（ⅤA族，氮族元素：氮、磷、砷、銻、鉍*、镆** ）
- 第16族元素（ⅥA族，氧族元素：氧、硫、硒、碲、釙*、鉝** ）
- 第17族元素（ⅦA族，鹵素：氟、氯、溴、碘、砈*、**）
- 第18族元素（ⅧA族，惰性氣體：氦、氖、氬、氪、氙、氡*、**）

* - 為自然界存在的放射性元素。

** - 為自然界不存在的人造放射性元素。
第12族元素（鋅族元素：鋅、鎘、汞、鎶**）通常被視為過渡元素，然而它們原子的d亞殼層已滿，價電子在s軌域中，d電子幾乎不會參與成鍵，該性質類似主族元素，與旁邊的第11族元素（銅族元素）形成鮮明對比，因此一些學者將12族歸類為主族元素。

## 主族金屬
主族金屬是指主族元素中的金屬元素，也就是s區和p區元素中的金屬。s區元素除了氫以外均為金屬，包括鹼金屬、鹼土金屬，p區的金屬元素為貧金屬（後過渡金屬），有鋁、鎵、銦、鉈、錫、鉛及鉍等元素。主族金屬多半是單一價態的元素。